# 円教寺 (山県市)
円教寺（えんきょうじ）は岐阜県山県市大桑にある楊柳観音を本尊とする臨済宗妙心寺派の寺院。山号は普真山。

## 沿革
正保年間に横山一族が創建した。慶安3年（1650年）に南泉寺の江巌和尚を開山として招き、現寺号を称する様になった。山県市指定の文化財として養叟禅師の円相を所蔵する。